# رودولف هالي
رودولف هالي (بالإنجليزية: Rudolph Halley)‏ هو محامي أمريكي، ولد في 19 يونيو 1913، وتوفي في 19 نوفمبر 1956 بسبب ذات الرئة.